# Taenia polyacantha
Taenia polyacantha (Leuckart, 1856) je tasemnice čeledi Taeniidae parazitující ve střevech volně žijících psovitých šelem. Mezihostiteli jsou volně žijící hlodavci. Druh je holarktický. V Evropě je typickým definitivním hostitelem liška obecná. Hlavním mezihostitelem ve Skandinávii je např. norník rudý či hlodavci rodu Apodemus.